# Cascada Nevada
La cascada Nevada (en inglés: Nevada Fall) es una cascada de 181 m de alto sobre el río Merced en el Parque nacional de Yosemite, en el estado de California al oeste de Estados Unidos. Se encuentra por debajo de un domo de granito, Liberty Cap, en el extremo oeste del valle Pequeño de Yosemite. La cascada es ampliamente reconocida por su "doblado", la forma en la que el agua libre cae por aproximadamente un primer tercio de su longitud a una empinada pendiente resbaladiza de rocas. El impacto de la caída del agua sobre la cara del acantilado crea una apariencia turbulenta en el agua de la cascada y produce una gran cantidad de niebla que cubre un amplio radio, lo que condujo a su nombre actual.